# 255. strelska divizija (ZSSR)
255. strelska divizija (izvirno rusko 255. стрелковая дивизия; kratica 255. SD) je bila strelska divizija Rdeče armade v času druge svetovne vojne.

## Zgodovina
Divizija je bila ustanovljena avgusta 1941 v Pavlogradu in uničena julija 1942. Pozneje so jo ponovno ustanovili.